# Brandon Ingram
Brandon Xavier Ingram (Kinston, 2 de setembro de 1997) é um jogador norte-americano de basquete profissional que joga atualmente joga no Toronto Raptors da National Basketball Association (NBA).
Ele jogou uma temporada de basquete universitário em Duke e foi selecionado pelo Los Angeles Lakers como a segunda escolha geral no draft da NBA de 2016. Ele jogou três temporadas com os Lakers antes de ser trocado para o New Orleans Pelicans em 2019 em um pacote por Anthony Davis. Ele foi selecionado para o All-Star Game da NBA pela primeira vez e ganhou o Prêmio de Jogador que mais Evoluiu durante sua primeira temporada com os Pelicans.

## Inicio da vida
Ingram nasceu em 2 de setembro de 1997 em Kinston, Carolina do Norte. Ele é o filho de Donald e Joann Ingram. Ele tem dois meio-irmãos, um irmão mais velho, Donovan, e uma irmã mais velha, Brittany. Ele compartilha o pai com Donovan e a mãe com Brittany. O pai de Ingram começou sua carreira como policial e gerente de uma academia local, mas agora está trabalhando em tempo integral em uma fábrica de solda, onde faz empilhadeiras. Antes disso, Donald era um aspirante a estrela, jogando nas ligas semi-profissionais. Quando ele voltou para Kinston, seu pai começou a jogar com um jovem Jerry Stackhouse, que estava jogando contra jogadores mais velhos e mais experientes para ajudá-lo a elevar seu jogo. Stackhouse, um ex-astro da NBA e nativo de Kinston, começou uma amizade com o pai de Ingram na quadra de basquete.
Enquanto Ingram cresceu em uma casa de um andar na Highland Avenue em Kinston, seu irmão Donovan cresceu em uma casa diferente, mas passava fins de semana com Brandon, ensinando-lhe basquete. Kinston teve uma taxa de criminalidade extremamente alta, mas Ingram manteve seu foco no basquete. Antes de Ingram ser um adolescente, seu irmão permitiu que ele jogasse com ele e seus amigos mais velhos. Ele descreveu essa experiência como "a melhor coisa que já aconteceu". Seu irmão, conhecido como Bo, passou a jogar basquete universitário no South Plains College (2008-2010) e no UT Arlington (2010–2012).
Quando Brandon alcançou o oitavo ano, Stackhouse tornou-se o treinador da Athletic Union (AAU) e orientou o jovem jogador de basquete. Essas influências "me levaram ao próximo nível", disse Ingram, cuja fundação como jogador veio de seu pai. Ingram jogou todos os quatro anos de sua carreira de basquete no colégio Kinston High School e ajudou a levar Kinston a quatro campeonatos estaduais consecutivos.

## Carreira no ensino médio

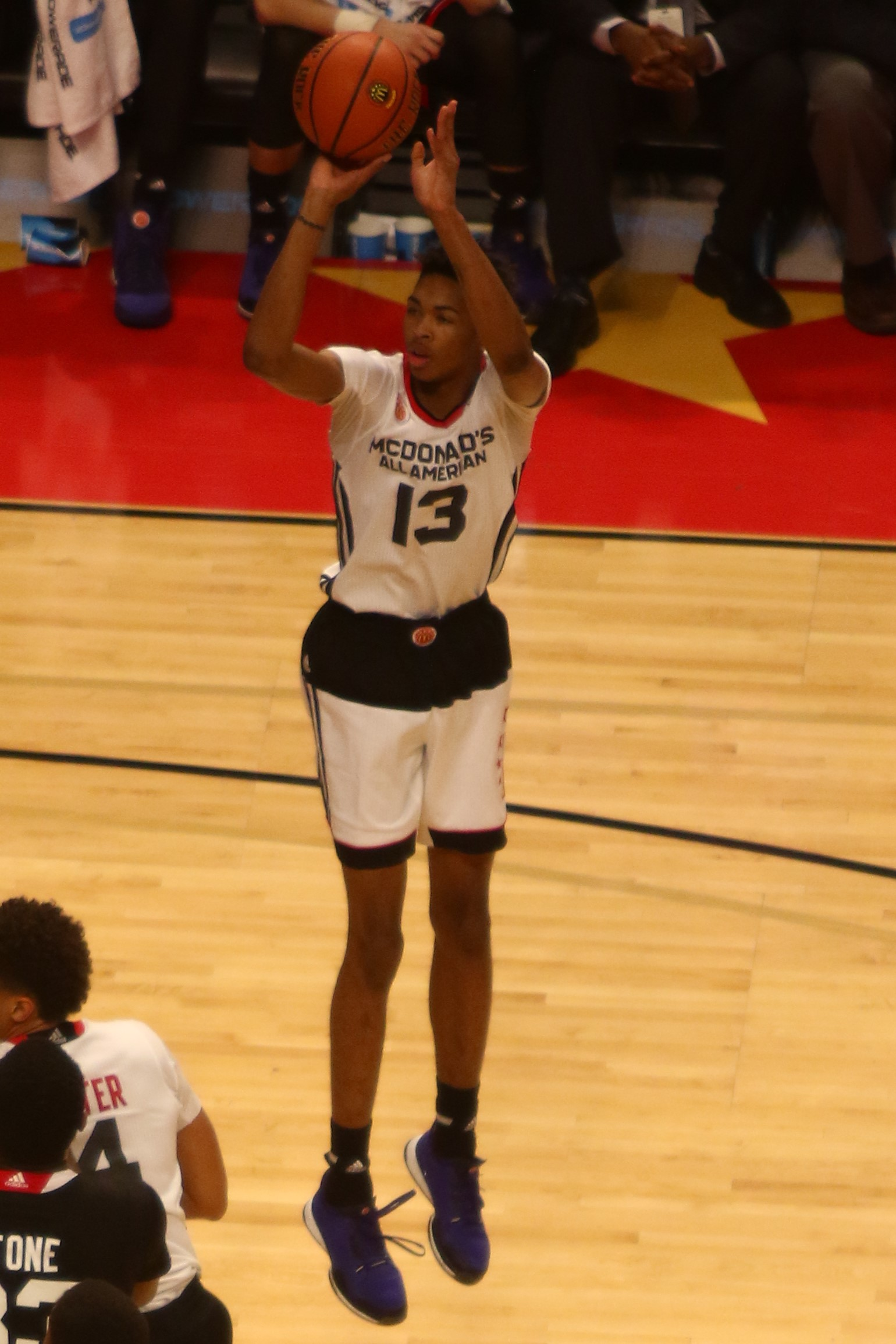
Ingram no All-American Game do McDonald's de 2015

Durante o seu primeiro ano na Kinston, ele era banco no time de basquete do colégio, mas ao longo do caminho seu papel cresceu. Em seu primeiro ano com o Kinston Vikings, a equipe derrotou a Cuthbertson High School por três pontos para ganhar o campeonato estadual de basquete NCHSAA 2-A 2012 no Reynolds Coliseum.
No segundo ano, Kinston derrotou Cuthbertson pelo segundo ano consecutivo para ganhar o título de estado e Ingram teve uma média de 12,4 pontos por jogo, 3,9 rebotes por jogo e 1,5 assistências por jogo.
Antes do início de seu terceiro ano, Ingram começou a mostrar melhorias durante o verão de 2013 e entrou no ano com altas expectativas e recebeu grande atenção dos treinadores da faculdade que estavam alinhados para recrutar Ingram para uma escola da Divisão I. Ingram levou o Kinston Vikings ao seu terceiro título consecutivo, com 28 pontos e 16 rebotes contra North Rowan. Durante a temporada, os Vikings ficaram invictos em sua conferência com um recorde geral de 26-4, enquanto Ingram tinha uma média de 19,5 pontos, 9,1 rebotes, 2,5 bloqueios e 1,5 assistências por jogo e foi nomeado MVP da região.
Em seu última ano, ele teve uma média de 24,3 pontos e 10,4 rebotes por jogo e levou os Vikings a um recorde de 26-4. No Spalding Hoophall Classic, Kinston conseguiu uma virada no quarto quarto, derrotando a Trenton Catholic Academy por 56-54 com Ingram fazendo 22 pontos. Em seu último jogo de basquete colegial, ele foi nomeado MVP da final do campeonato estadual depois de marcar 28 pontos, 10 rebotes e 5 bloqueios em uma vitória sobre East Lincoln High School. Isso fez de Ingram o primeiro jogador de basquete masculino a vencer quatro campeonatos consecutivos na North Carolina High School Athletic Association (NCHSAA). Os Vikings também se tornaram a primeira escola Classe 2A na história da Carolina do Norte a conquistar quatro títulos estaduais consecutivos. Após a temporada, Ingram participou do All-American Game McDonald's de 2015, onde marcou 15 pontos e teve cinco rebotes.
Ingram foi classificado como um recruta de cinco estrelas e foi considerado entre os melhores alunos do ensino médio de 2015. Ele foi classificado como recruta geral No. 3 pela ESPN e Scout, bem como No. 4 geral pela Rivals. Ele foi nomeado Mr. Basketball da Carolina do Norte e Jogador do Ano pela Associação de Treinadores da Carolina do Norte (NCBCA).
Em 27 de abril de 2015, ele anunciou que participaria da Duke e jogará no Blue Devils na temporada 2015-16. Ingram disse que "provavelmente" teria se comprometido com a Universidade Estadual da Carolina do Norte em novembro, se eles não estivessem envolvidos em um "escândalo acadêmico de longo alcance".

## Carreira universitária
Ingram começou seu primeiro ano de basquete universitário jogando dois jogos de exibição contra Florida Southern e Livingstone. Em sua estréia, Ingram marcou 15 pontos contra o Siena. No segundo jogo, ele marcou 21 pontos para ajudar Duke a derrotar Bryant no 2K Sports Classic. Durante um período de cinco jogos em dezembro, Ingram teve uma média de 21,2 pontos e 8,8 rebotes. Depois de ter 24 pontos e 6 rebotes o ACC-Big Ten Challenge em 2 de dezembro, Ingram fez 23 pontos para liderar Duke sobre Buffalo. Por seus esforços, ele recebeu sua primeira honraria de Novato da Semana da ACC.
Em 12 de dezembro de 2015, Ingram marcou 26 pontos e pegou 14 rebotes em uma vitória em casa sobre Georgia Southern. Nesse mesmo mês, ele marcou 25 pontos e teve 9 rebotes em uma vitória sobre Boston College em sua estréia no ACC. Depois de ter sido eleito Novato Nacional da Semana e Novato da Semana da ACC por duas vezes no mês de janeiro, Ingram ajudou Duke a quebrar uma série de três derrotas, marcando 25 pontos e 7 rebotes contra NC State.
Em fevereiro de 2016, ele foi eleito o Novato da Semana da ACC pela quarta vez, após uma média de 21,5 pontos, 8,5 rebotes e 2,5 assistências na semana, quando Duke derrotou Louisville e Virgínia. Naquele mesmo mês, Ingram foi nomeado para a lista de observação de 35 homens do prêmio de Melhor Jogador do Ano da Naismith College. Em um jogo contra Carolina do Norte, Ingram fez 20 pontos e pegou 10 rebotes para dar a Duke uma vitória de apenas um ponto sobre Tar Heels em 17 de fevereiro.
No Torneio da NCAA de 2016, Duke venceu a partida da primeira rodada contra UNC Wilmington. Depois de derrotar Yale no segundo round, Duke foi derrotado no Sweet 16 por Oregon, apesar dos 24 pontos no Ingram. Em 36 jogos para Duke em 2015-16, Ingram teve uma média de 17,3 pontos, 6,8 rebotes e 2,0 assistências em 34,6 minutos por jogo. Ele terminou o torneio com uma média de 23,0 pontos junto com 6,3 rebotes e 2,7 assistências nos três jogos. Ele posteriormente ganhou o Novato do Ano da ACC e menção honrosa All-American da AP. 
Ingram teve uma das melhores temporadas de sempre para um jovem jogador de Duke, ficando entre os 3 melhores entre os calouros de todos os tempos da escola em pontuação (terceiro), três pontos (segundo) e jogos de 20 pontos (empatado em segundo). Em 4 de abril de 2016, Ingram se declarou para o draft de 2016 da NBA, renunciando aos seus últimos três anos de elegibilidade na faculdade.

## Carreira profissional

### Los Angeles Lakers (2016–2019)
Em 23 de junho de 2016, Ingram foi selecionado pelo Los Angeles Lakers como a segunda escolha geral no draft da NBA de 2016. Tendo apenas 18 anos na época, ele foi o segundo jogador mais jovem draftado em 2016. Em 23 de agosto de 2016, ele assinou um contrato de 4 anos e US$ 23.8 milhões com os Lakers.
Em 26 de outubro de 2016, ele fez sua estreia pelos Lakers na abertura da temporada, marcando nove pontos como reserva em uma vitória de 120–114 sobre o Houston Rockets. Em 23 de novembro, em sua primeira titularidade na carreira, Ingram marcou um então recorde pessoal de 16 pontos em uma derrota de 149–106 para o Golden State Warriors. Ele superou essa marca em 2 de dezembro, marcando 17 pontos em uma derrota de 113–80 para o Toronto Raptors. Em 17 de dezembro, ele teve nove pontos, 10 rebotes e nove assistências, ficando a apenas uma assistência e um ponto de se tornar o jogador mais jovem da história da NBA a registrar um triplo-duplo na derrota de 119–108 para o Cleveland Cavaliers. Em 6 de janeiro de 2017, ele teve seu segundo jogo com 17 pontos na temporada em uma vitória de 127–100 sobre o Miami Heat. Dois dias depois, ele teve outro desempenho de 17 pontos em uma vitória de 111–95 sobre o Orlando Magic. Durante o All-Star Weekend, ele participou do Rising Stars Challenge ao lado do companheiro de equipe D'Angelo Russell. Ele atingiu a marca de 20 pontos pela primeira vez na carreira em 26 de fevereiro, marcando 22 pontos em uma derrota de 119–98 para o San Antonio Spurs. No final da temporada, ele foi nomeado para a Segunda-Equipe de Novatos da NBA.
Em 20 de outubro de 2017, ele marcou um então recorde pessoal de 25 pontos em uma vitória de 132–130 sobre o Phoenix Suns. Em 15 de novembro de 2017, ele marcou 26 pontos e pegou um recorde pessoal de 11 rebotes em uma derrota de 115–109 para o Philadelphia 76ers. Em 29 de novembro, ele marcou um recorde pessoal de 32 pontos em uma derrota por prorrogação de 127–123 para os Warriors. Em 7 de dezembro, ele marcou 21 pontos, incluindo a cesta da vitória com 0,8 segundos restantes, liderando os Lakers a uma vitória de 107–104 sobre os 76ers para encerrar uma sequência de cinco derrotas. Em 5 de janeiro de 2018, ele teve 22 pontos e um recorde pessoal de 14 rebotes em uma derrota de 108–94 para o Charlotte Hornets. Pelo segundo ano consecutivo, ele participou do Rising Stars Challenge durante o All-Star Weekend pela Equipe EUA. Em 1º de março, Ingram sofreu uma lesão na virilha que o fez perder 12 jogos consecutivos. Ele retornou em 30 de março contra o Milwaukee Bucks, mas sofreu uma contusão muscular no pescoço durante o jogo e foi colocado no protocolo de concussão da NBA, causando sua ausência pelo restante da temporada.
Ingram recebeu uma suspensão de quatro jogos no início da temporada de 2018–19 por seu envolvimento em uma briga em quadra contra o Houston Rockets em 20 de outubro. Ele perdeu sete jogos em dezembro devido a uma torção no tornozelo esquerdo. Em 17 de janeiro de 2019, ele teve um recorde pessoal de 11 assistências em uma vitória por prorrogação de 138–128 sobre o Oklahoma City Thunder. Em 29 de janeiro, Ingram marcou um recorde pessoal de 36 pontos em uma derrota de 121–105 para os 76ers. Em 9 de março, Ingram foi descartado para o restante da temporada devido a uma trombose venosa profunda no braço.

### New Orleans Pelicans (2019–2025)
Em 6 de julho de 2019, os Lakers trocaram Ingram, junto com Lonzo Ball, Josh Hart, os direitos de draft de De'Andre Hunter e duas escolhas de primeira rodada para o New Orleans Pelicans em troca de Anthony Davis.
Em 4 de novembro de 2019, Ingram registrou um novo recorde pessoal, marcando 40 pontos em uma derrota contra o Brooklyn Nets. Em 16 de janeiro de 2020, ele superou esse recorde pessoal, marcando 49 pontos em uma vitória na prorrogação de 138–132 sobre o Utah Jazz. Ingram deu aos Pelicans uma vantagem de um ponto com um arremesso de fadeaway a 0,2 segundos do final do tempo regulamentar, antes que Rudy Gobert sofresse falta e mandasse o jogo para a prorrogação com um lance livre. Ele se tornou um All-Star da NBA em seu primeiro ano pelos Pelicans. Ele ganhou o Prêmio de Jogador que mais Evoluiu após ter médias de 23,8 pontos, 6,1 rebotes e 4,2 assistências. Após se tornar um agente livre restrito em 2020, Ingram renovou com os Pelicans em um contrato de cinco anos e US$158 milhões.
Em 3 de dezembro de 2021, Ingram registrou um recorde pessoal de 12 assistências, junto com 24 pontos e oito rebotes, em uma vitória de 107–91 sobre o Dallas Mavericks. Dois dias depois, ele marcou um recorde da temporada com 40 pontos em uma derrota de 118–108 para o Houston Rockets. Em 11 de janeiro de 2022, Ingram registrou 33 pontos e nove assistências, e acertou uma cesta de três pontos decisiva para levar os Pelicans a uma vitória de 128–125 sobre o Minnesota Timberwolves. Em 19 de abril, durante o Jogo 2 da primeira rodada dos playoffs, Ingram registrou 37 pontos, 11 rebotes e 9 assistências em uma vitória de 125–114 sobre o Phoenix Suns. No Jogo 4, em 24 de abril, Ingram marcou 30 pontos em uma vitória de 118–103 para empatar a série em 2–2. Os Pelicans acabaria perdendo para os Suns em seis jogos, apesar de Ingram ter médias de 27,0 pontos, 6,2 rebotes e 6,2 assistências. Em 7 de junho, Ingram passou por cirurgia no dedo mindinho direito e foi descartado por 6 a 8 semanas.
Em 24 de março de 2023, Ingram alcançou o primeiro triplo-duplo de sua carreira na NBA com 30 pontos, 11 rebotes e 10 assistências na vitória por 115–96 sobre o Charlotte Hornets. Em 30 de março, ele registrou outro triplo-duplo com 31 pontos, 11 rebotes e 10 assistências em uma vitória de 107–88 sobre o Denver Nuggets. Ele se juntou a Chris Paul como os únicos jogadores com múltiplos jogos de pelo menos 30 pontos, 10 rebotes e 10 assistências na história dos Pelicans. Em 9 de abril, no último jogo da temporada de 2022–23, Ingram registrou máximas da temporada com 42 pontos e 12 rebotes, além de 7 assistências, em uma derrota de 113–108 contra o Minnesota Timberwolves.
Em 6 de fevereiro de 2024, Ingram marcou 41 pontos, nove rebotes e seis assistências em uma vitória de 138–100 sobre o Toronto Raptors. Ele se tornou o primeiro jogador na história da NBA a registrar pelo menos 40 pontos, oito ou mais arremessos de três pontos convertidos, e acertar pelo menos 75% dos arremessos, sem cometer um turnover.

### Toronto Raptors (2025–Presente)
Em 6 de fevereiro de 2025, Ingram foi trocado para o Toronto Raptors em troca de Bruce Brown, Kelly Olynyk, uma escolha de primeira rodada de 2026 e uma escolha de segunda rodada de 2031. Em 11 de fevereiro, Ingram e os Raptors concordaram com uma extensão de contrato de três anos e US$120 milhões.

## Carreira na seleção
Ingram foi selecionado para a equipe que treinou com a Seleção Americana de 2016. Ele também foi membro da seleção nacional que competiu na Copa do Mundo de 2023, terminando em quarto lugar geral.

## Perfil

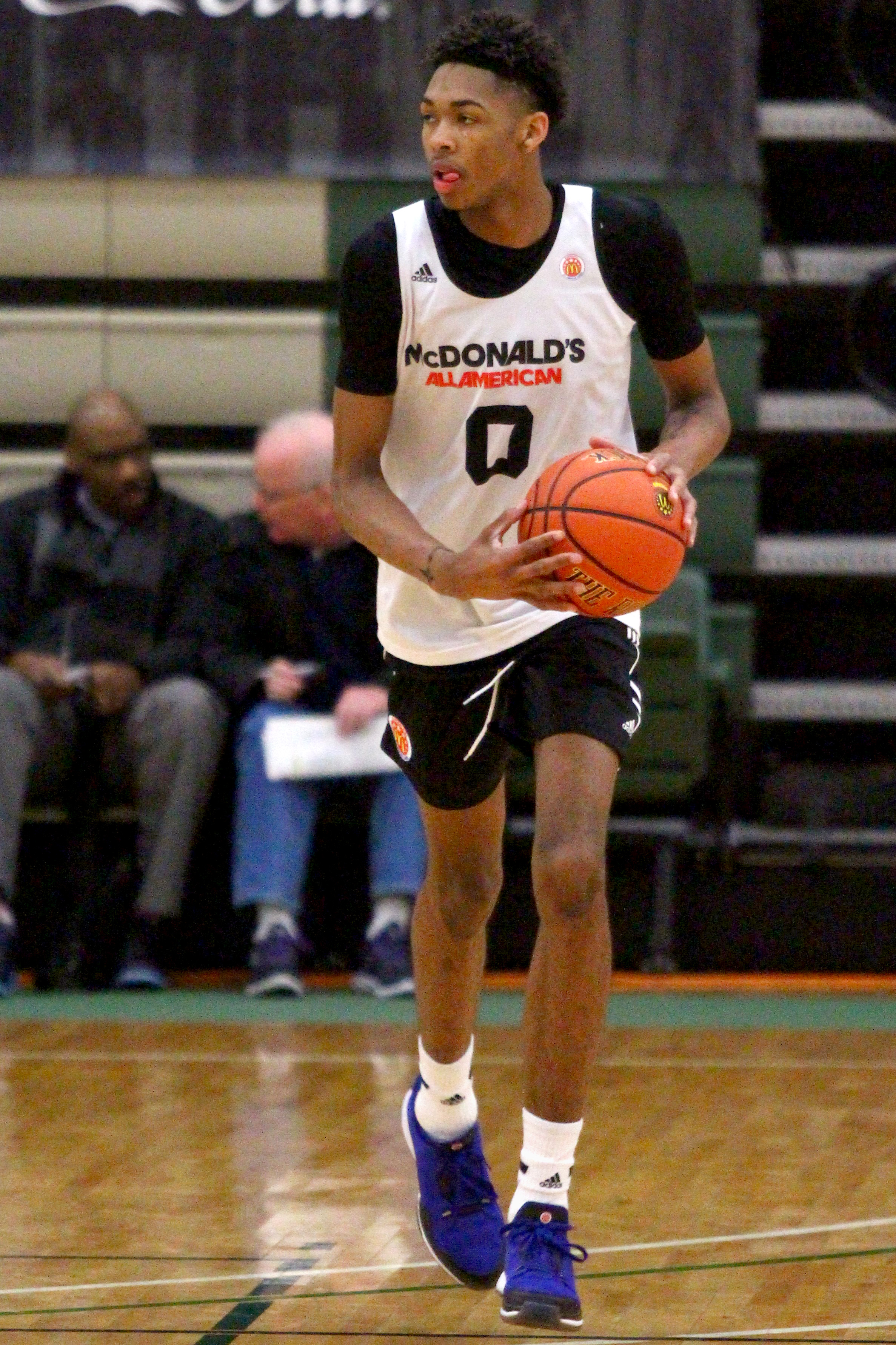
Ingram durante treinos no All-American Game do McDonald's de 2015

Com 2,03m de altura e pesando 86 kg, o Ingram joga principalmente como Ala. Seus longos braços, que se estendem até uma altura de 2,13 e 7,62cm de envergadura e um alcance de 2,74 e 2,5 de distância, permitem que ele seja atingido por defensores e bloqueie arremessos.
Ingram é comparado frequentemente com Kevin Durant, após o qual ele padronizou seu estilo de jogo revelando: "Eu tento tirar pedaços do jogo dele [Durant] e colocá-lo no meu jogo [mas] no final do dia, ele é Kevin Durant e eu sou Brandon Ingram ". Como Durant, o adolescente tem sido criticado por seu corpo magro; No entanto, um treinador da Western Conference afirmou que Ingram é "apenas fraco agora. Ele não é suave, por qualquer trecho da imaginação." 
Depois de uma prática do Team USA, Durant disse aos repórteres que Ingram é "a primeira pessoa que eu pude olhar para ele e sentir como se estivesse me olhando no espelho". Em seu ano de estreia, Ingram foi utilizado como Ala-pivô pelo técnico Luke Walton, que afirmou que "isso ajuda a engajar [Ingram] no jogo".

## Fora da quadra
Crescendo, uma de suas coisas favoritas para fazer era pescar com sua avó em Atlantic Beach.
Ingram assinou com a Excel Sports Management e é representada pelo fundador e presidente do Jeff, Jeff Schwartz. Em 2016, ele optou por assinar um contrato de patrocínio com a Adidas Basketball e fez uma aparição em um comercial para o Speed Stick, juntamente com o então armador do Minnesota Timberwolves, Kris Dunn.
No início de 2017, ele se juntou ao artista de rua Jonas Never para a campanha "Beyond the Court" da Delta, que verá Ingram e o colega de equipe, Jordan Clarkson, explorarem suas paixões fora do basquete. Enquanto Clarkson é um aspirante a designer de moda, a paixão de Ingram pela arte começou com ele desenhando jogadores de basquete e personagens de desenhos animados, o que foi reforçado por uma aula de desenho em Duke.

## Estatísticas na NBA

### NBA

#### Temporada Regular
| Ano      | Equipe    | PJ  | PT  | MPJ  | AP   | 3P   | LL   | RT  | AS  | BR  | TO  | PPJ  |
| -------- | --------- | --- | --- | ---- | ---- | ---- | ---- | --- | --- | --- | --- | ---- |
| 2016-17  | LA Lakers | 79  | 40  | 28.8 | .402 | .294 | .621 | 4.0 | 2.1 | 0.6 | 0.4 | 9.4  |
| 2017-18  | LA Lakers | 59  | 59  | 33.5 | .470 | .390 | .681 | 5.3 | 3.9 | 0.8 | 0.7 | 16.1 |
| 2018-19  | LA Lakers | 52  | 52  | 33.8 | .497 | .330 | .675 | 5.1 | 3.0 | 0.5 | 0.6 | 18.3 |
| 2019-20  | Pelicans  | 62  | 62  | 33.9 | .463 | .391 | .851 | 6.1 | 4.2 | 1.0 | 0.6 | 23.8 |
| 2020-21  | Pelicans  | 61  | 61  | 34.3 | .466 | .381 | .878 | 4.9 | 4.9 | 0.7 | 0.6 | 23.8 |
| 2021-22  | Pelicans  | 55  | 55  | 34.0 | .461 | .327 | .826 | 5.8 | 5.6 | 0.6 | 0.5 | 22.7 |
| 2022-23  | Pelicans  | 45  | 45  | 34.2 | .484 | .390 | .882 | 5.5 | 5.8 | 0.7 | 0.4 | 24.7 |
| 2023-24  | Pelicans  | 64  | 64  | 32.9 | .492 | .355 | .801 | 5.1 | 5.7 | 0.8 | 0.6 | 20.8 |
| 2024–25  | Pelicans  | 18  | 18  | 33.1 | .465 | .374 | .855 | 5.6 | 5.2 | 0.9 | 0.6 | 22.2 |
| Carreira | Carreira  | 495 | 456 | 33.1 | .466 | .359 | .785 | 5.2 | 4.4 | 0.7 | 0.5 | 20.2 |
| All-Star | All-Star  | 1   | 0   | 9.0  | .250 | .000 | −    | 1.0 | 1.0 | 1.0 | 0.0 | 2.0  |

#### Play-in
| Ano      | Equipe   | PJ | PT | MPJ  | AP   | 3P   | LL    | RT  | AS  | BR  | TO  | PPJ  |
| -------- | -------- | -- | -- | ---- | ---- | ---- | ----- | --- | --- | --- | --- | ---- |
| 2022     | Pelicans | 2  | 2  | 36.1 | .625 | .000 | .700  | 5.5 | 5.5 | 0.0 | 0.0 | 28.5 |
| 2023     | Pelicans | 1  | 1  | 37.8 | .526 | .500 | .818  | 6.0 | 7.0 | 0.0 | 1.0 | 30.0 |
| 2024     | Pelicans | 2  | 2  | 31.0 | .438 | .667 | 1.000 | 5.0 | 5.0 | 0.0 | 0.5 | 17.5 |
| Carreira | Carreira | 5  | 5  | 34.4 | .538 | .429 | .808  | 5.4 | 5.6 | 0.0 | 0.4 | 24.4 |

#### Playoffs
| Ano      | Equipe   | PJ | PT | MPJ  | AP   | 3P   | LL   | RT  | AS  | BR  | TO  | PPJ  |
| -------- | -------- | -- | -- | ---- | ---- | ---- | ---- | --- | --- | --- | --- | ---- |
| 2022     | Pelicans | 6  | 6  | 39.3 | .475 | .407 | .830 | 6.2 | 6.2 | 0.7 | 0.3 | 27.0 |
| 2024     | Pelicans | 4  | 4  | 36.4 | .345 | .250 | .895 | 4.5 | 3.3 | 1.0 | 1.3 | 14.3 |
| Carreira | Carreira | 10 | 10 | 38.1 | .434 | .371 | .848 | 5.5 | 5.0 | 0.8 | 0.7 | 21.9 |

### Universitário
| Ano     | Time | J  | MPJ  | FG%  | 3P%  | FT%  | RPJ | APJ | SPJ | BPJ | PPJ  |
| ------- | ---- | -- | ---- | ---- | ---- | ---- | --- | --- | --- | --- | ---- |
| 2015–16 | Duke | 36 | 34.6 | .442 | .410 | .682 | 6.8 | 2.0 | 1.1 | 1.4 | 17.3 |

## Prêmios e Homenagens
- NBA
  - NBA All-Star: 2020
  - NBA Most Improved Player: 2020
  - NBA All-Rookie Team:
    - Segundo time: 2016

### Faculdade
- Menção Honrosa da Associated Press: 2016

- Rookie do Ano pela ACC: 2016

### Colegial
- Campeão 4 × NCHSAA: 2012, 2013, 2014, 2015

- Mr. Basketball da Carolina do Norte: 2015

- McDonald's All-American: 2015

- Primeira-Equipe Parade All-American: 2015

- Nike Hoop Summit All-American: 2015